# Llucià d'Antioquia
Llucià d'Antioquia (en llatí: Lucianus, en grec antic: Λουκιανός) va ser un eclesiàstic sirià del començament del cristianisme (segle iii). Va néixer a Samòsata i va ser criat en l'amor a la religió cristiana; als 11 anys van morir el pares i l'orfe va ser portat a Edessa on es va dedicar a l'ascetisme i on va ser deixeble de Macari, un cristià de la ciutat. Més tard va ser ordenat prevere a Antioquia i va fundar en aquesta ciutat una escola teològica.
Per les seves idees, poc conegudes, alguns bisbes d'Antioquia el van excomunicar, però l'excomunió sempre li va ser retirada, per Domne, successor de Pau de Samòsata, que era bisbe des de potser l'any 269 al 273, per Timeu, que va ser bisbe del 273 al 280, i per Ciril d'Antioquia, que ho va ser del 280 al 300. Alexandre I d'Alexandria diu que era seguidor de l'heretgia de Pau de Samòsata i precursor dels arrians, i és cert que Arri es dirigeix als seus seguidors en una carta com "antics llucianistes" συλλουκιανιστα. Epifani diu que en realitat era un seguidor de Marció, del que després es va separar encara que va conservar els principis generals dels marcionites.
Es va fer famós per la santedat de la seva vida. Cap a l'any 310 o 311 el van detenir a la ciutat d'Antioquia per ordre de Maximià o de Maximí Daia i el van torturar. Va morir suposadament de les tortures el dia de l'Epifania de l'any 312, després d'haver estat 40 dies sense acceptar el menjar que havia estat prèviament ofert als ídols. Van tirar el seu cos a la mar. Jeroni d'Estridó va escriure la seva vida a De Viris Illustribus i diu que havia escrit dos petits llibres sobre la fe cristiana.